# Mathilde Bonaparte
Mathilde Létizia Wilhelmine Bonaparte, plus connue comme la princesse Mathilde, née le 27 mai 1820 à Trieste (royaume d'Illyrie) et morte le 2 janvier 1904 à Paris, est une représentante de la maison Bonaparte.

## Biographie
Fille de Jérôme Bonaparte, ex-roi de Westphalie, et de sa deuxième épouse, Catherine de Wurtemberg, la princesse Mathilde est élevée à Rome et à Florence où ses parents sont en exil.
En 1835, elle est fiancée à son cousin Louis-Napoléon Bonaparte, futur Napoléon III. Elle a alors 15 ans. Son père, veuf depuis peu, a été privé d'une grande partie de ses ressources qui venaient essentiellement de son beau-père, Guillaume Ier, roi de Wurtemberg. En vue du mariage, Jérôme Bonaparte a acheté à crédit, pour le jeune couple, le château de Gottlieben, voisin d'Arenenberg où séjournent Hortense de Beauharnais et son fils. Cependant, les fiançailles restent sans suite en partie parce que le roi Guillaume Ier désapprouve l'union (en raison du passé de carbonaro de Louis-Napoléon) mais aussi pour des objections financières, soulevées par Louis Bonaparte, père de Louis-Napoléon.

### Princesse toscane par mariage

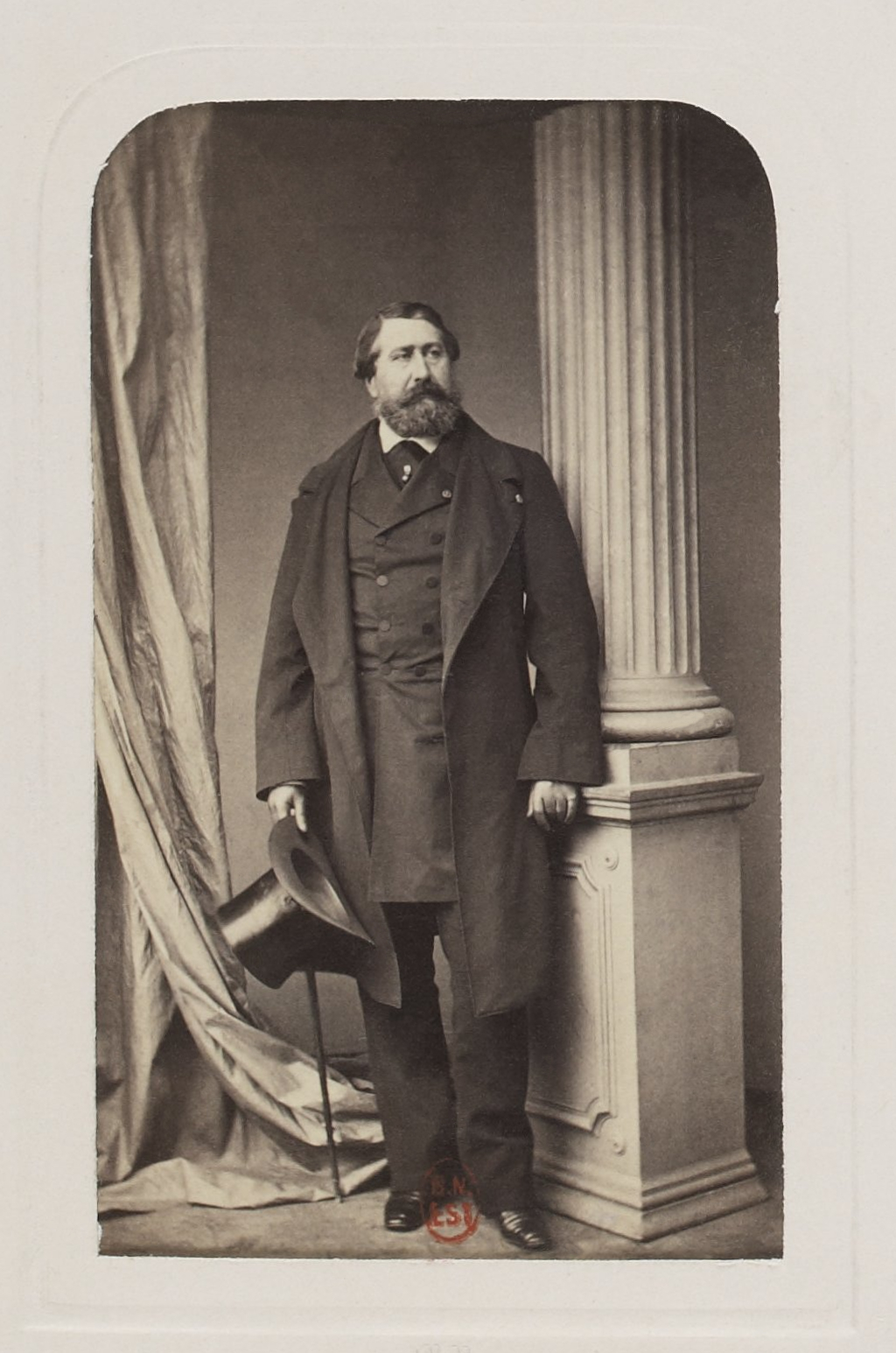
Le comte Émilien de Nieuwerkerke, qui fut l'amant de la princesse Mathilde.

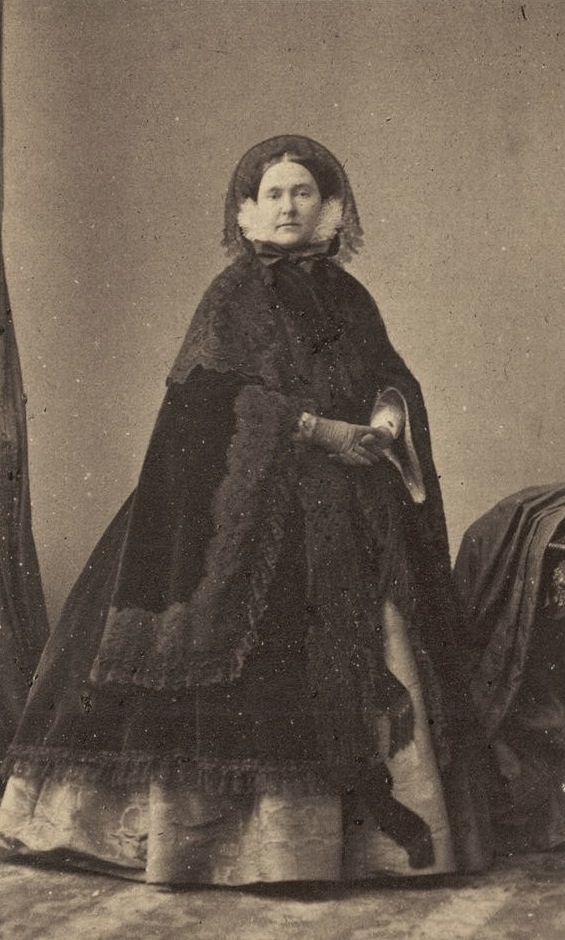
Photographie de la princesse Mathilde, prise en 1861 par Disderi.

Elle épouse le 1er novembre 1840 à Florence le comte Anatole Demidoff, titré peu avant le mariage prince de San Donato par le grand-duc Léopold II de Toscane (titre non reconnu en Russie).
Ce mariage sans postérité fut un échec. Le prince Demidoff, fabuleusement riche mais violent, refusa de quitter sa maîtresse, Valentine de Sainte-Aldegonde. Mathilde s'enfuit pour Paris en emportant les bijoux qui étaient censés constituer sa dot, mais que Jérôme Bonaparte, toujours à court d'argent, avait vendus à Demidoff avant le mariage. Malgré cela, Demidoff fut condamné par le tribunal de Saint-Pétersbourg à verser à la princesse Mathilde une pension de 200 000 francs par an et ne récupéra jamais les bijoux.
Les époux furent autorisés à se séparer en 1847 sur décision personnelle de l'empereur de Russie Nicolas Ier.
Mathilde s'est alors déjà installée à Paris, en 1846, à la fin du règne de Louis-Philippe, auprès de son amant le comte Émilien de Nieuwerkerke, rencontré quelques années auparavant à San Donato.

### Maîtresse de maison du Palais de l'Élysée
Deux ans plus tard, son cousin Louis-Napoléon est élu président de la République (il devient ensuite empereur). Elle trouve à ses côtés un rôle de premier plan. De 1848 à 1852, Mathilde fait office de maîtresse de maison au palais de l'Élysée, auprès du président qui est officiellement célibataire (bien qu'en couple depuis 1846 avec Harriet Howard, une Anglaise divorcée). Elle est la première à occuper ce rôle à l'Élysée, son cousin étant le premier président de la République. L'on peut dire aujourd'hui que Mathilde Bonaparte est la première femme à avoir dessiné le rôle de première dame en France (terme qui apparaît bien plus tard avec Marguerite Lebrun).

### Princesse française
Lucide sur le monde, elle se rend compte de sa chance, et se demande ce que sa vie aurait été, si son oncle n'était pas devenu Napoléon I. Elle disait alors souvent : « Sans Napoléon Ier, je vendrais des oranges dans les rues d'Ajaccio. »
Sous le Second Empire et la Troisième République, elle tient à Paris un salon littéraire couru. Bonapartiste convaincue, cela ne l'empêche pas de recevoir chez elle des écrivains de toutes couleurs politiques (Paul Bourget, les frères Goncourt, Gustave Flaubert, Tourgueniev, entre autres).
Ennemie de l'étiquette, « elle accueillait tous ses visiteurs, selon Abel Hermant, avec un sans façon qui était l'extrême raffinement de la condescendance et de la politesse. »
En 1868, Théophile Gautier, avec qui elle entretient des liens amicaux, devient son bibliothécaire. Elle publie plus tard les lettres qu'il lui adressa avec la collaboration de son neveu le comte Giuseppe Primoli.

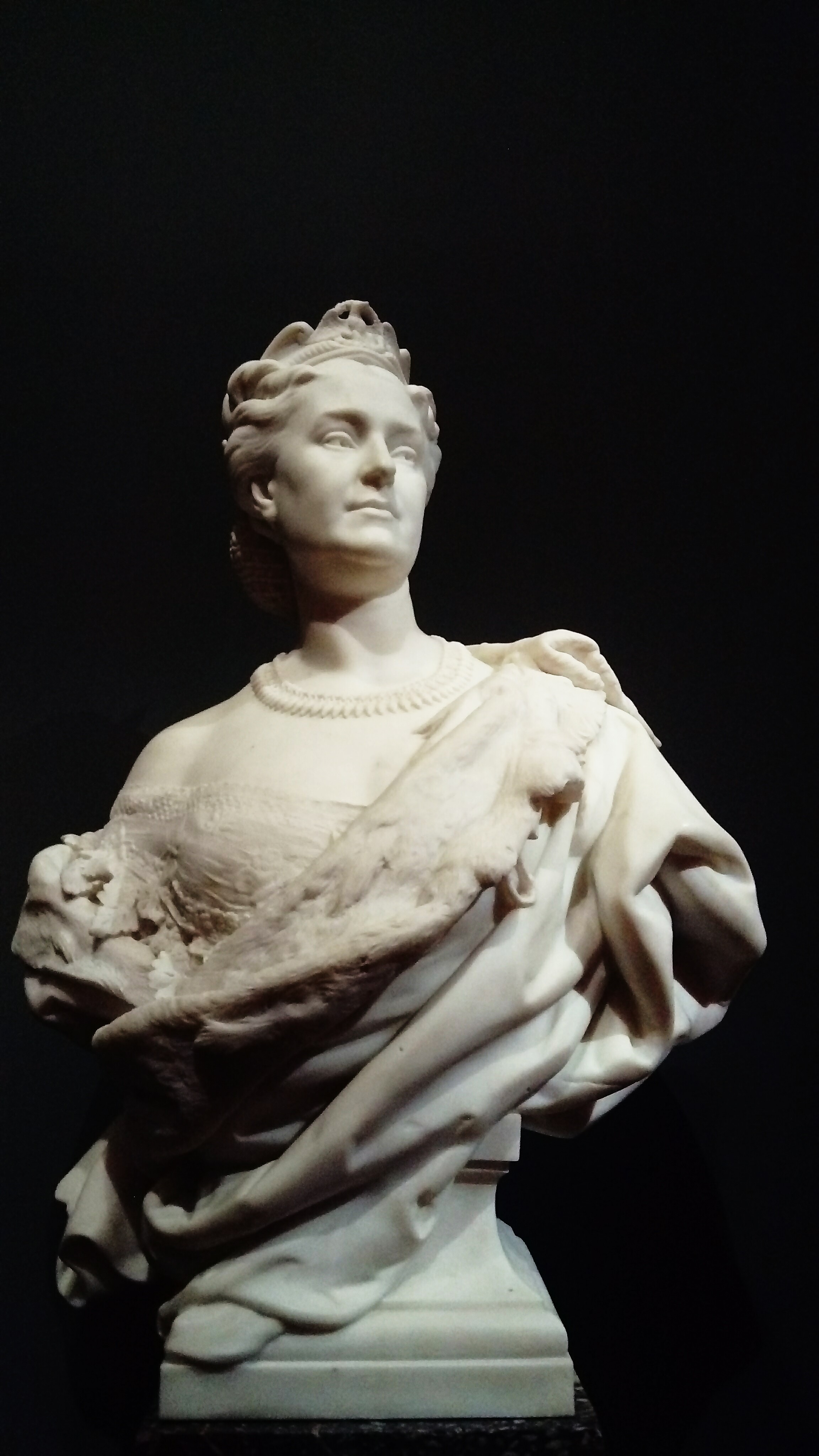
Princesse Mathilde par Jean-Baptiste Carpeaux, 1862, au musée d'Orsay.

Le fait de tenir salon lui valait, comme c'était le jeu à l'époque, des petites phrases assassines d'un dandy. Boni de Castellane, alors très jeune, se permettait de critiquer l'un de ses portraits, en disant : « Son portrait, par Benjamin-Constant, lui donnait l'air d'une ouvreuse de théâtre à laquelle il ne manquait qu'un bonnet et des nœuds bleus ou roses ». Il critiquait également son hôtel particulier de la rue de Berri, avec ce commentaire tout personnel : « Sa maison de la rue de Berri, tapissée de peluche et meublée à la mode napoléonienne, était hideuse. »
Selon Léon Daudet : « La princesse elle-même, à laquelle chacun s'accordait – je ne sais pourquoi – à trouver grand air, était une vieille et lourde dame, au visage impérieux plus qu'impérial, qui avait le tort de se décolleter. »
La princesse Mathilde s'attache à maintenir des liens étroits avec la cour de Russie. Après la mort de son premier mari et la chute de l'Empire en 1870, elle s'exila un an en Belgique puis revint en France.
En 1879, l'almanach du Gotha imprima qu'elle avait épousé secrètement son dernier amant le poète Claudius Popelin (1825-1892), ce qu'elle s'empressa de démentir. Elle se sépare de ce dernier après cela.
Marcel Proust dans sa jeunesse fréquenta le salon de la princesse Mathilde dans son hôtel particulier du 20, rue de Berri. À cette époque, on y rencontrait encore quelques anciens bonapartistes, mais aussi Charles Haas (modèle de Charles Swann), Paul Bourget (un des modèles de Bergotte), Georges de Porto-Riche, le docteur Samuel Pozzi, le comte Primoli, le comte Benedetti (ancien ambassadeur, un des modèles de M. de Norpois), Louis Ganderax, ou les Straus.

### L'artiste et la mécène
Mathilde Bonaparte se forme aux arts et en particulier à la peinture en Italie, auprès de Michel Ghislain Stapleaux et de Ida Botti Scifoni (en).
Arrivée à Paris, elle poursuit sa formation auprès d'Eugène Giraud, l'un de ses proches amis. Elle pratique l'aquarelle et expose plusieurs fois au Salon entre 1859 et 1867. Elle obtient une mention honorable en 1861 et une médaille en 1865. En parallèle de son salon littéraire, elle aide différents artistes en leur achetant des œuvres et en constituant une collection. Sainte-Beuve lui donnera même le nom de Notre-Dame des Arts.

### Sa réponse célèbre à Félix Faure
L'anecdote suivante suffit à dépeindre son fort caractère : seule membre de la maison Bonaparte demeurée sur le sol français après le vote de la seconde loi d'exil (juin 1886), elle fut invitée, dix ans plus tard, à la cérémonie d'accueil du couple impérial russe à la chapelle des Invalides par Félix Faure, alors ministre.
La princesse septuagénaire, un quart de siècle après la chute de l'empire, retourna le bristol au ministre avec ces mots : « Cette carte m'est inutile, j'ai la clef », et en faisant savoir qu'elle s'en servirait pour se rendre librement à la place dont le droit d'accès lui appartenait par l'hérédité ou qu'elle s'abstiendrait complètement de paraître à la cérémonie. Finalement, l'amiral Duperré lui remit une invitation spéciale pour la chapelle où, le 7 octobre 1896 au matin, seul son prie-Dieu l'attendit.".

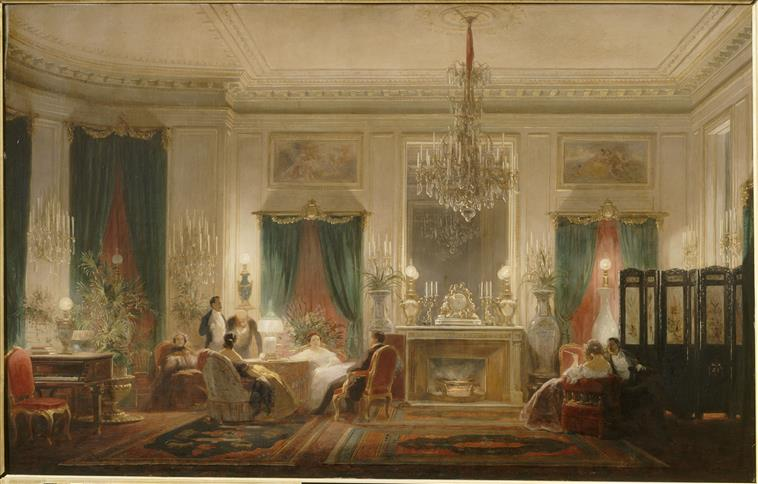
Salon de la princesse Mathilde rue de Courcelles.

## Mention dans la littérature
- « C'est la princesse Mathilde, me dit-il, vous savez, l'amie de Flaubert, de Sainte-Beuve, de Dumas »[9] (Proust, À l'ombre des jeunes filles en fleurs) ; un peu plus loin, Proust fait mention de l'anecdote rappelée plus haut.

## Résidences
À Paris, la princesse Mathilde occupe :
- de 1849 à 1857 : l'hôtel de la Princesse Mathilde, au n° 10, rue de Courcelles, hôtel particulier qui porte toujours son nom aujourd'hui ;
- de 1857 à 1870 : un hôtel particulier mis à sa disposition par Napoléon III, à l'emplacement actuel des n° 22-28, rue de Courcelles (détruit vers 1954) ; Sébastien Charles Giraud représente différentes pièces de cet hôtel[10] ;
- à partir de 1871 : un hôtel particulier au n° 20, rue de Berri (aujourd'hui détruit), près des Champs-Élysées.

### Résidences d'été
De 1849 à 1853, la princesse Mathilde séjourne chaque été au Pavillon de Breteuil, à Sèvres, avant de louer à Astolphe de Custine le château Catinat à Saint-Gratien (Val-d'Oise).

### Château Neuf

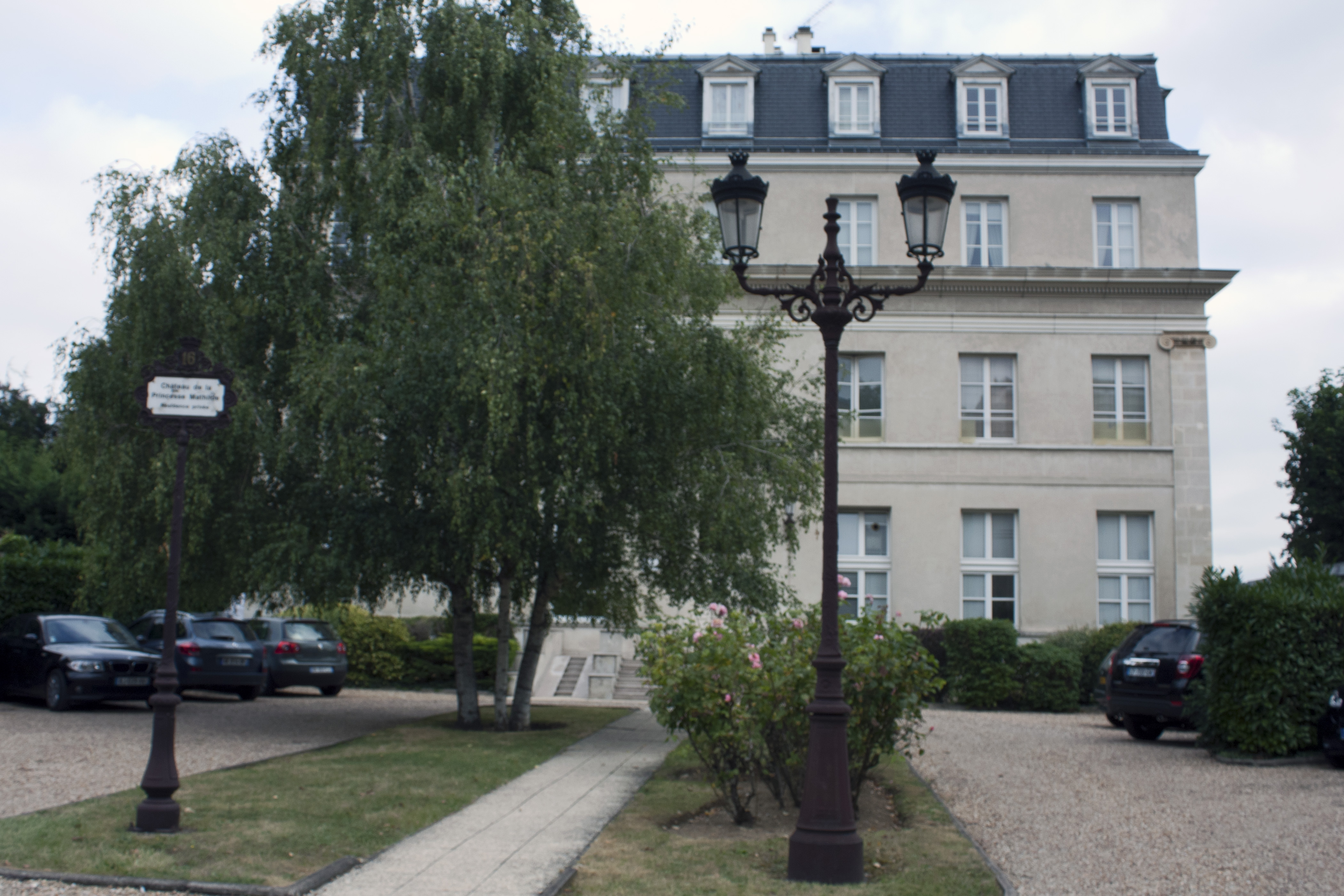
Le château de la princesse Mathilde à Saint-Gratien en 2012.

C'est dans cette même commune de Saint-Gratien, qu'elle fait l'acquisition du château Neuf, en 1851. Désormais appelé château de la princesse Mathilde, elle y passe l'été en compagnie de ses amis écrivains. Elle en reste propriétaire jusqu'à sa mort en 1904.

## Décès et inhumation
Décédée en son domicile du 20, rue de Berri le 2 janvier 1904, elle est inhumée dans l'église Saint-Gratien de Saint-Gratien (Val-d'Oise), qu'elle avait fait construire.

## Portraits

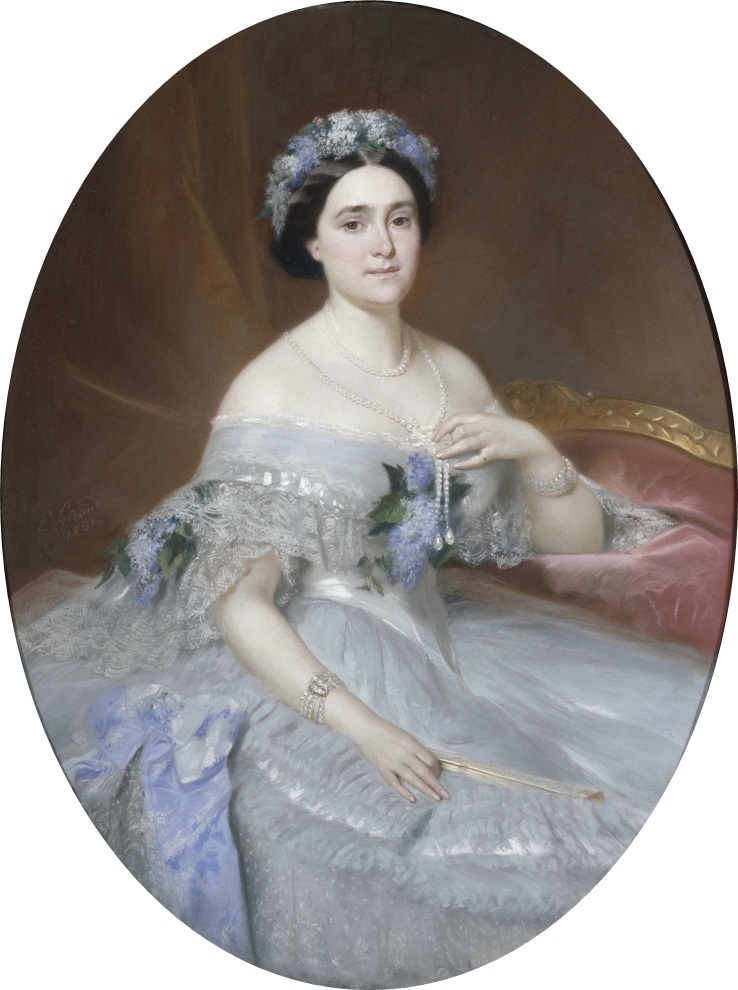
Portrait de la princesse Mathilde en 1861 par Pierre François Eugène Giraud.

- Portrait par Albert Besnard, Compiègne, musée national du château
- Portrait par Giuseppe Bezzuoli, Ajaccio, musée Fesch
- Buste en marbre, par Jean-Baptiste Carpeaux, 1862, Paris, musée d'Orsay
- Un exemplaire du même (?) en bronze (« maison Alexandre-Dumas » de Port-Marly)
- Portrait par Thomas Couture
- Portrait par Lucien Doucet
- Portrait par Louis Édouard Dubufe
- Portrait par Pierre François Eugène Giraud
- Portrait par Sébastien Charles Giraud
- Portrait par Jean Benjamin-Constant
- Portrait par Franz Xaver Winterhalter
- Médaille à son effigie (tête de profil à droite) gravée en 1852 par le sculpteur Raymond Gayrard père (1777-1858)

## Œuvres

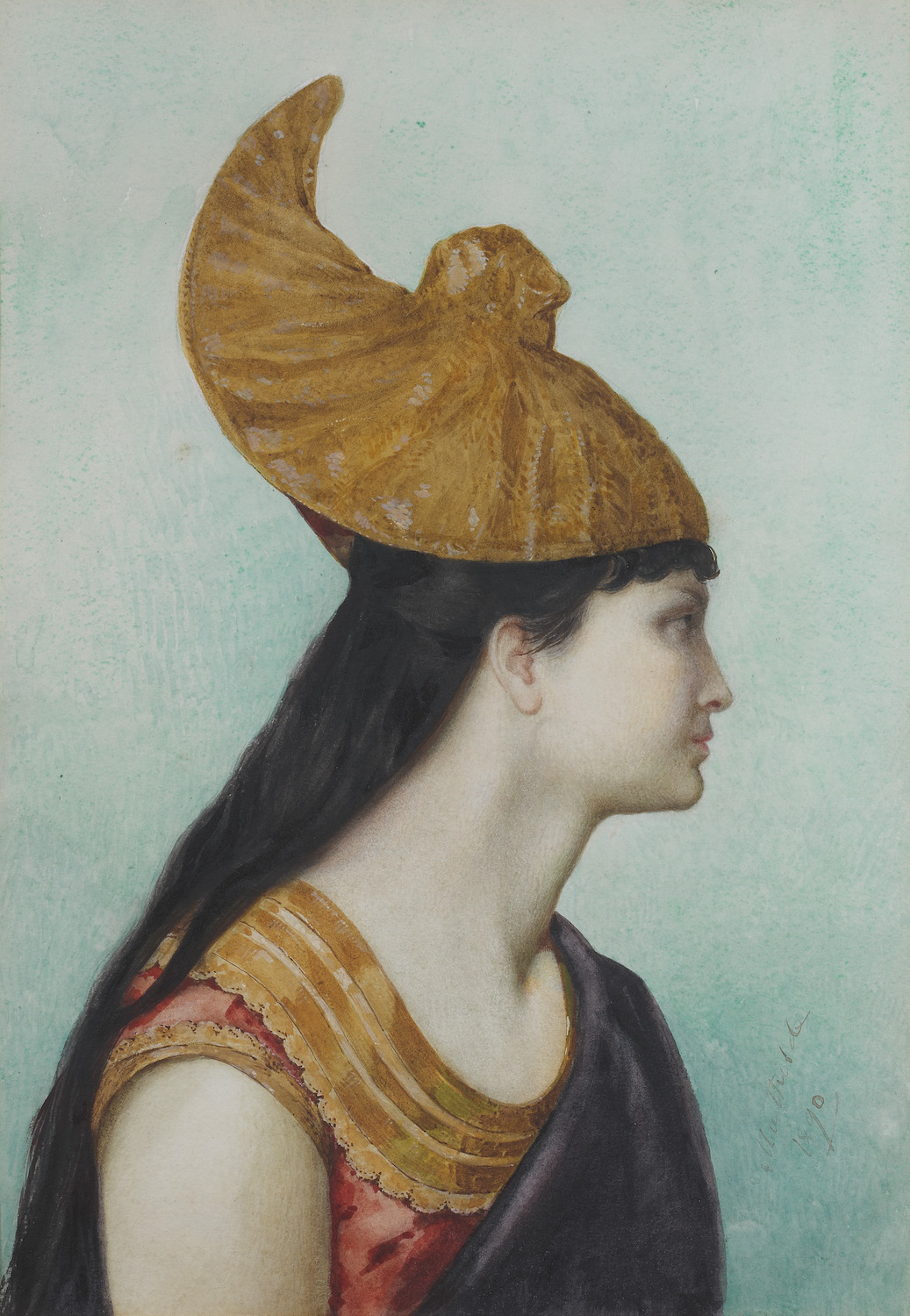
Aquarelle par Mathilde Bonaparte illustrant Salammbô.

- Mémoires inédits, Grasset, coll. Les cahiers rouges, 152 p., 2019  (ISBN 9782246821311).
- Le peintre et la princesse : correspondance entre la princesse Mathilde Bonaparte et le peintre Ernest Hébert : 1863-1904 (publié par Isabelle Julia). Paris : Réunion des musées nationaux, coll. « Notes et documents des Musées de France » no 38, 2004. 397 p., 27 cm  (ISBN 2-7118-4747-0).
- Des lettres figurent également dans la correspondance de Flaubert.
- Ses aquarelles sont conservées au département des estampes et de la photographie de la Bibliothèque nationale de France (Réserve Ad-14 (a)-fol)[13].

## Titres et honneurs

Chiffre de la princesse Mathilde.

### Titulature
- 27 mai 1820 - 2 janvier 1904 : Son Altesse Impériale Madame la princesse Mathilde, princesse française

### Distinctions
- 17 août 1865 : dame grand-croix de l'ordre de Sainte-Catherine
- Dame de l'ordre de Thérèse